# Tharybidae
Tharybidae (лат.) — семейство ракообразных из отряда каляноид (Calanoida).

## Описание
Мелкие ракообразные (1—2 мм). Проксимальная часть правой антеннулы A1 у самцов со сросшимися предколенными сегментами X—XII. Сегмент 2 эндопода с 9 волосками; экзопод 5-сегментный с 6 волосками; гнатобаза без бугорка/гребня. Кокса антенны A2 с сетами или без них; основание с 2 сетами, сегмент 1 эндопода с 2 сетами. Имеют увеличенный и сводчатый праэкоксальный артрит Mx1. Антеннула (A1) состоит из 21—24 свободных сегментов.

## Классификация
В состав семейства включают около 50 видов из 5 родов.
- Neoscolecithrix Canu, 1896
- Parundinella Fleminger, 1957[8]
- Rythabis Schulz & Beckmann, 1995[9][10]
- Tharybis Sars, 1902
- Undinella Sars, 1900